# Тетлькотымэнтльлор
Тетлькотымэнтльло́р (устар. Тетль-Котым-Энтль-Ло́р) — озеро в России, расположено в Сургутском районе Ханты-Мансийского АО, в районе реки Ингуягун, в 3 км к ЮЗ от устья реки Кирилл-Высъягун. Площадь водоёма составляет 7,15 км². Озеро является рыбопромысловым объектом. Высота над уровнем моря — 64,7 м.
Северо-восточнее озера расположен город Когалым.

## Данные водного реестра
По данным государственного водного реестра России относится к Верхнеобскому бассейновому округу, водохозяйственный участок озера — Обь от впадения реки Вах до города Нефтеюганск, речной подбассейн озера — Обь ниже Ваха до впадения Иртыша. Речной бассейн озера — (Верхняя) Обь до впадения Иртыша.
Код объекта в государственном водном реестре — 13011100111115200004265.